# Svipdagsmál

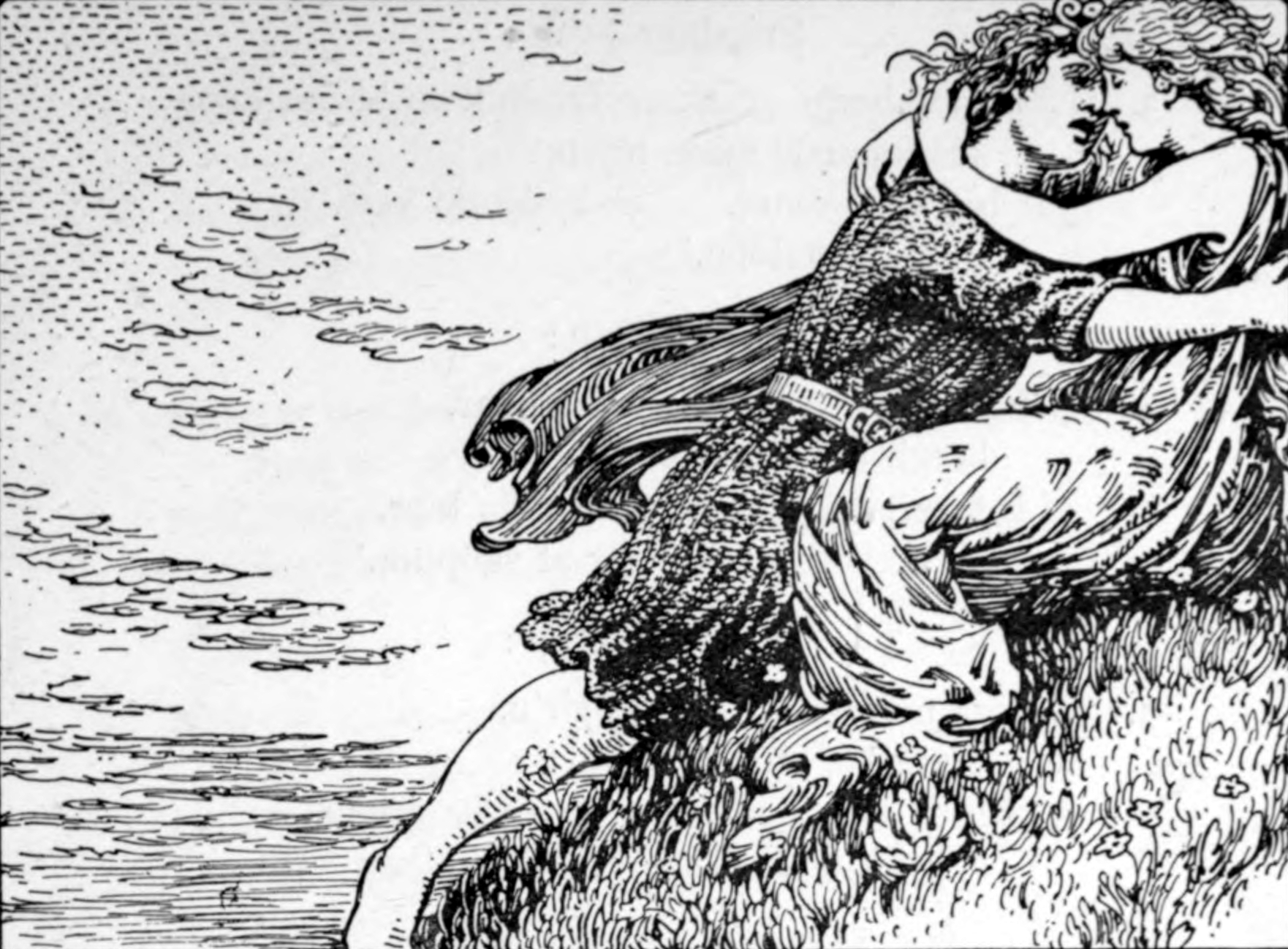
Svipdagr met zijn geliefde

Svipdagsmál is een oud Noors gedicht dat deel uitmaakt van de Poetische Edda, en bestaat uit twee gedichten, Grógaldr en Fjölsvinnsmál. Beide gedichten hebben dezelfde verteller, Svipdagr. Ze zijn vergelijkbaar in taal, structuur en metrum (ljóðaháttr). Beide gedichten komen voor in papieren manuscripten uit de 17e eeuw. In drie van de manuscripten zijn de gedichten van volgorde verwisseld met tussenin Hyndluljóð. Pas in 1854 wees Svend Grundtvig op het verband tussen Grógaldr en het eerste deel van de ballade Ungen Sveidal. In 1856 merkte Sophus Bugge op, dat het laatste deel van de ballade overeenstemde met Fjölsvinnsmál. Bugge schreef in 1860 over dit verband in Forhandlinger i Videnskabs-Selskabet i Christiania en noemde beide gedichten Svipdagsmál.

## Grógaldr
In het eerste gedicht wordt de jongen Svipdagr verplicht door zijn wrede stiefmoeder om naar Menglöð te reizen. Hij doet daarbij beroep op de geest van zijn overleden moeder Gróa, een völva ofwel sjamanistische zieneres en tovenares die negen toverspreuken uitspreekt.

## Fjölsvinnsmál
In het tweede gedicht in Svipdag aangekomen en ontmoet hij de reus Fjölsviðr. Fjölsviðr is een van de namen voor de belangrijkste god van Asgard, Odin. Fjölsviðr stuurt hem weg en vraagt zijn naam. Svipdagr zegt zijn naam niet. Svipdagr verneemt, dat Menglöð verblijft in het kasteel bewaakt door Fjölsviðr en dat enkel hij, Svipdagr het kasteel kan betreden. Dan noemt hij zijn naam en hij mag binnen.

## Verklaringen
Jacob Grimm vereenzelvigde in 1835 Menglöð met Freyja. Viktor Rydberg vereenzelvigde in 1889 Svipdagr met de echtgenoot Óðr van Freya, Menglöð met Freyja en Fjölsviðr met Odin. Hjalmar Falk verwees in 1893 naar de heilige graal. Jan de Vries besloot in 1941 dat de auteur een gedicht had gemaakt over het sprookje van een betoverde prinses en haar minnaar. Otto Höfler in 1952 en Franz Rolf Schröder in 1966 zagen mythen en rituelen in verband met de heropleving van de aarde in de lente. Einar Ólafur Sveinsson suggereerde in 1975 een verband met de Ierse legende Art mac Cuinn. Lotte Motz voerde in 1975 aan, dat het gedicht wijst op de inwijding van de jonge held in de cultus van de moedergodin, waarbij hij de moeder van Svipdagr's vereenzelvigde met Menglöð op basis van een beperkende uitleg van het woord mögr in Fjölsvinnsmál. John McKinnell stelde in 2005: Het is onnodig om Menglöð te vereenzelvigen met Gróa en de poging om de toverspreuken van Gróa uit te leggen als inwijding vertekent de betekenis van verschillende ervan.